# Juan Carlos Vicario Barberá
Juan Carlos Vicario Barberá (Fuenlabrada, Madrid, 1 de setembre de 1971 - 26 de setembre de 2012) va ser un ciclista espanyol que fou professional entre 1993 i 1998.
De la seva carrera destaquen les dues victòries d'etapa a la Volta a Portugal de 2001.
Va morir el 2012 després d'una llarga malaltia.

## Palmarès
- 1999
  - 1r al Memorial Manuel Galera
- 2001
  - Vencedor de 2 etapes de la Volta a Portugal

### Resultats a la Volta a Espanya
- 1997. 80è de la classificació general
- 1998. 39è de la classificació general
- 1999. 28è de la classificació general
- 2000. 35è de la classificació general
- 2001. 33è de la classificació general

### Resultats al Giro d'Itàlia
- 1995. 65è de la classificació general